# Phylloicus pirapo
Phylloicus pirapo is een schietmot uit de familie Calamoceratidae. De soort komt voor in het Neotropisch gebied.